# Gélaucourt
Ne doit pas être confondu avec Gélacourt.
Gélaucourt est une commune française située dans le département de Meurthe-et-Moselle en région Grand Est.
Ses habitants sont appelés les Gillois.

## Géographie
Gélaucourt est un petit village de la campagne vallonnée du Saintois, à 9 km au sud-ouest de Vézelise et à 8 km à l'ouest de la colline de Sion. Le Rosières, ruisseau venu de Favières et coulant vers le Brénon, traverse la commune. Arrosé par le ruisseau de Velle, le territoire communal de 231 hectares comprenait, d'après les données Corine land Cover, en 2011, 69 % de prairies, 2 % de forêt et 13 % de zones agricoles. Il est desservi par la route départementale n° 5.

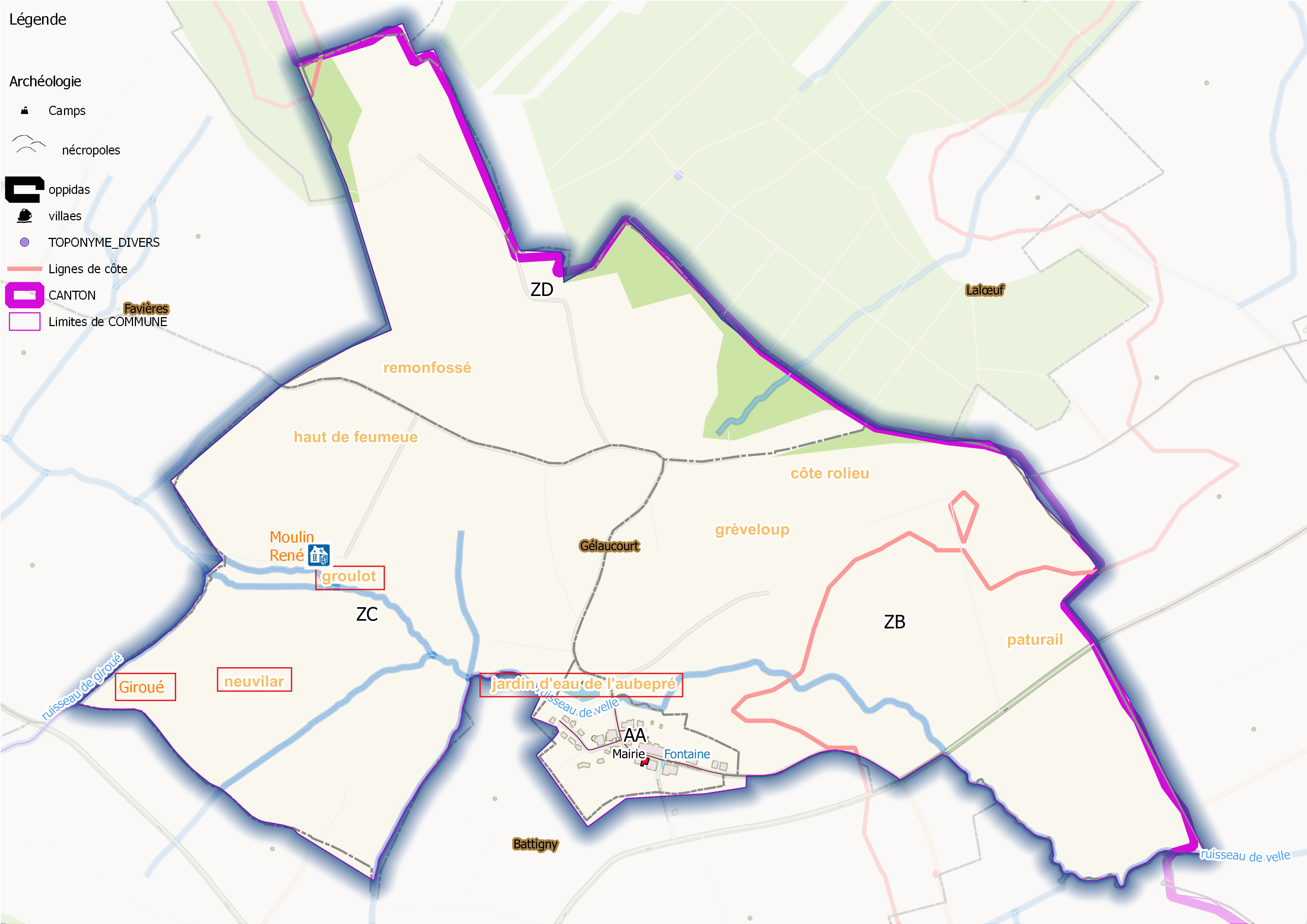
Fig. 1 - Gelaucourt (ban communal).

Les documents historiques mettent en avant la réputation des sources de la commune.
Communes limitrophes
|          |            | Laloeuf  |
| Favières | Gélaucourt |          |
|          |            | Battigny |

### Hydrographie
La commune est dans le bassin versant du Rhin au sein du bassin Rhin-Meuse. Elle est drainée par le ruisseau de Velle,.

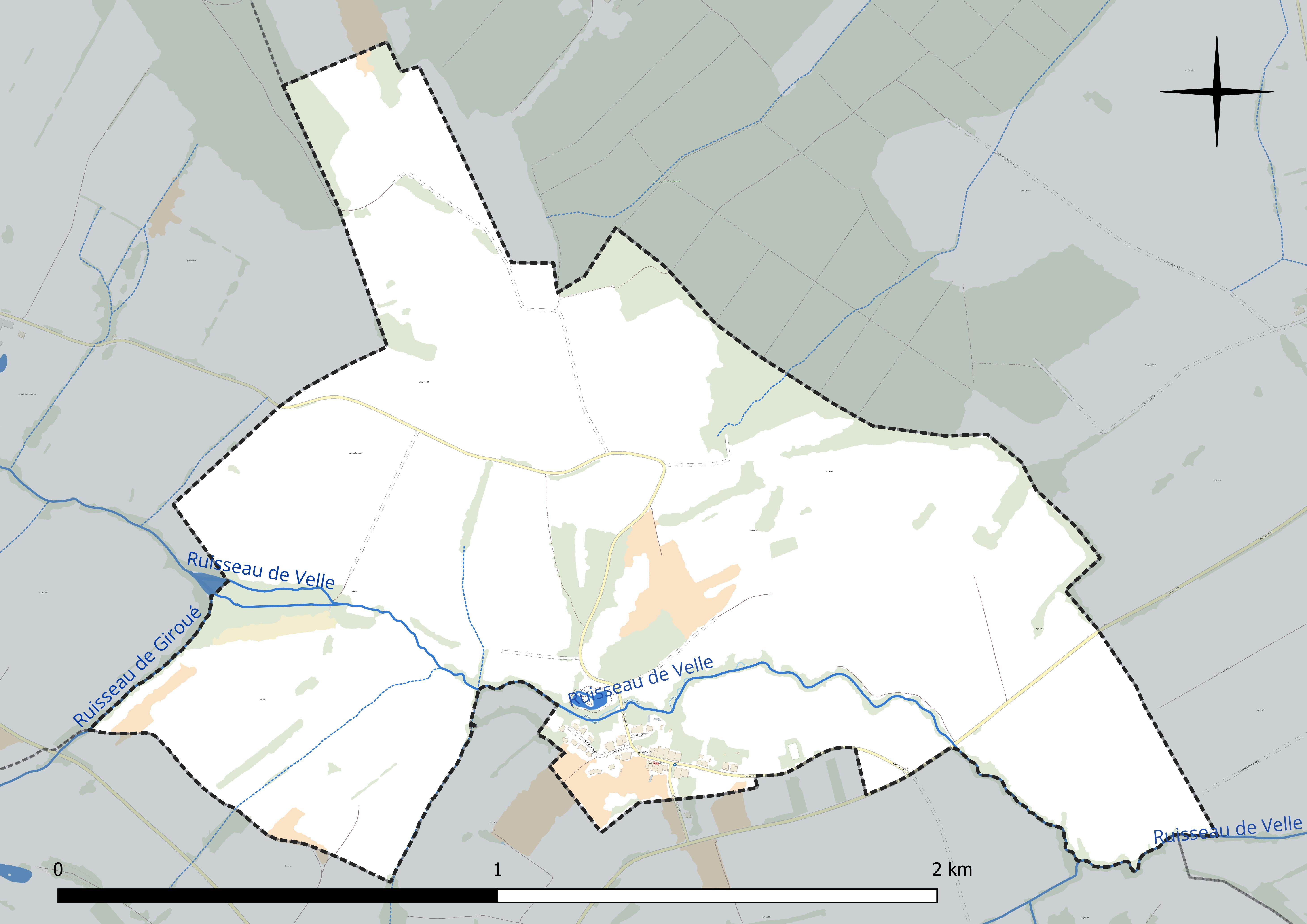
Réseau hydrographique de Gélaucourt.

### Climat
Pour des articles plus généraux, voir Climat du Grand Est et Climat de Meurthe-et-Moselle.
En 2010, le climat de la commune est de type climat des marges montargnardes, selon une étude du Centre national de la recherche scientifique s'appuyant sur une série de données couvrant la période 1971-2000. En 2020, Météo-France publie une typologie des climats de la France métropolitaine dans laquelle la commune est dans une zone de transition entre le climat océanique altéré et le climat océanique altéré et est dans la région climatique  Lorraine, plateau de Langres, Morvan, caractérisée par un hiver rude (1,5 °C), des vents modérés et des brouillards fréquents en automne et hiver. 
Pour la période 1971-2000, la température annuelle moyenne est de 9,6 °C, avec une amplitude thermique annuelle de 17 °C. Le cumul annuel moyen de précipitations est de 913 mm, avec 13 jours de précipitations en janvier et 9,8 jours en juillet. Pour la période 1991-2020, la température moyenne annuelle observée sur la station météorologique de Météo-France la plus proche, « Nancy-Ochey », sur la commune d'Ochey à 15 km à vol d'oiseau, est de 10,5 °C et le cumul annuel moyen de précipitations est de 810,4 mm. 
La température maximale relevée sur cette station est de 39,6 °C, atteinte le 25 juillet 2019 ; la température minimale est de −19,1 °C, atteinte le 12 janvier 1987,,. 
Les paramètres climatiques de la commune ont été estimés pour le milieu du siècle (2041-2070) selon différents scénarios d'émission de gaz à effet de serre à partir des nouvelles projections climatiques de référence DRIAS-2020. Ils sont consultables sur un site dédié publié par Météo-France en novembre 2022.

## Urbanisme

### Typologie
Au 1er janvier 2024, Gélaucourt est catégorisée commune rurale à habitat dispersé, selon la nouvelle grille communale de densité à sept niveaux définie par l'Insee en 2022.
Elle est située hors unité urbaine. Par ailleurs la commune fait partie de l'aire d'attraction de Nancy, dont elle est une commune de la couronne,. Cette aire, qui regroupe 353 communes, est catégorisée dans les aires de 200 000 à moins de 700 000 habitants,.

### Occupation des sols
L'occupation des sols de la commune, telle qu'elle ressort de la base de données européenne d’occupation biophysique des sols Corine Land Cover (CLC), est marquée par l'importance des territoires agricoles (96,6 % en 2018), une proportion identique à celle de 1990 (96,6 %). La répartition détaillée en 2018 est la suivante : prairies (69 %), terres arables (14,2 %), zones agricoles hétérogènes (13,4 %), forêts (2,7 %), milieux à végétation arbustive et/ou herbacée (0,6 %). L'évolution de l’occupation des sols de la commune et de ses infrastructures peut être observée sur les différentes représentations cartographiques du territoire : la carte de Cassini (XVIIIe siècle), la carte d'état-major (1820-1866) et les cartes ou photos aériennes de l'IGN pour la période actuelle (1950 à aujourd'hui).

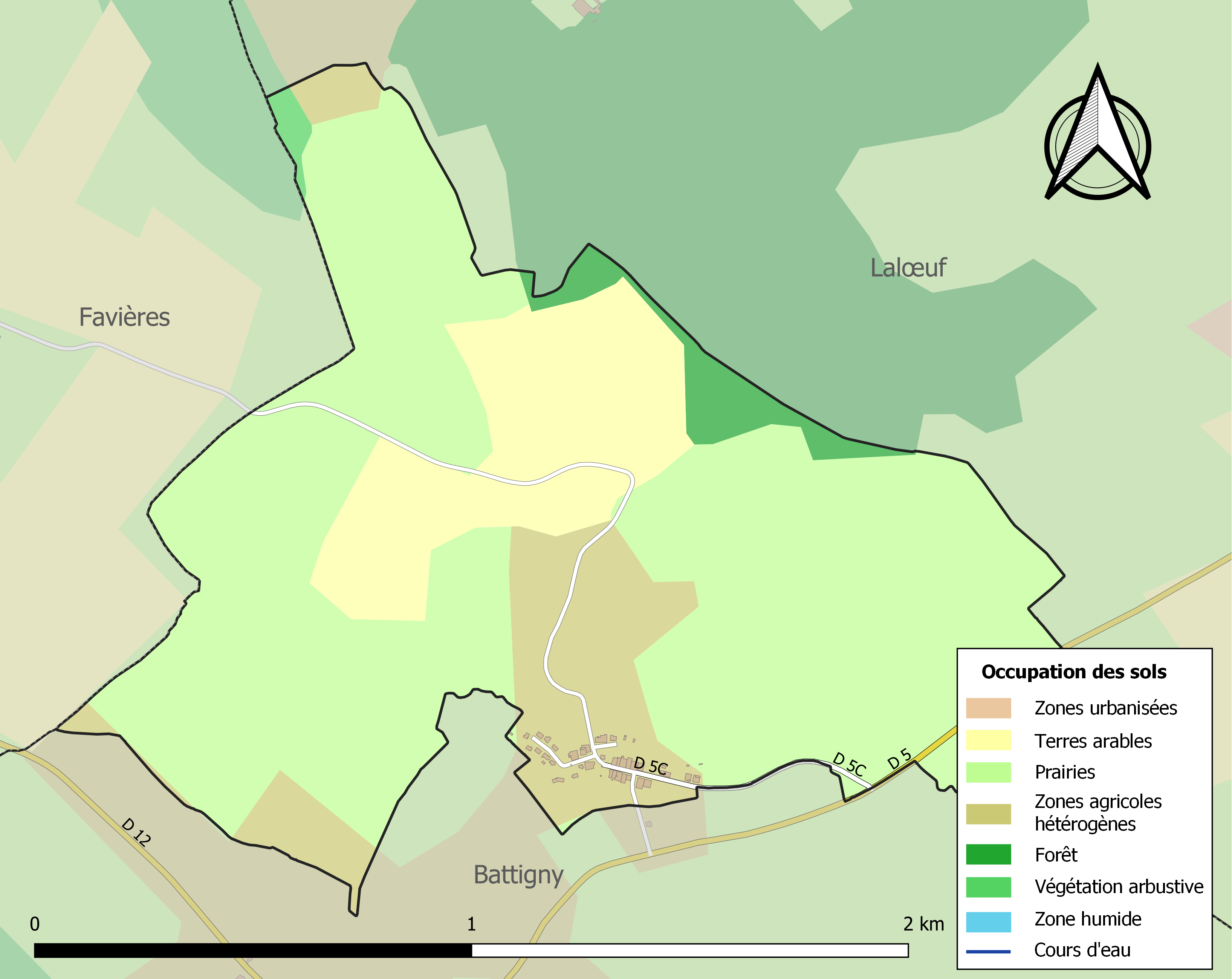
Carte des infrastructures et de l'occupation des sols de la commune en 2018 (CLC).

## Toponymie
Lou fié de Velaicort (1267) ; Gillocourt (1295) ; Gelocourt (1398) ; Gilocourt, Giloncourt (1408) ; Gilloncourt (1487) ; Velacourt (1492) ; Gellocourt (1550) sont les graphies recensées par le dictionnaire topographique de la Meurthe. Conformément aux règles d'évolutions de la langue française, la première consonne oscille entre le [v] et le [g].

Le pouillé ecclésiastique de B. Picart cite la forme latinisée Gélacuria, reprise par H. Lepage.
Le toponyme est quelquefois rattaché à la légende de Gilles l'Ermite. Le blason de la commune s'y associe.

### Microtoponymie
Les documents historiques citent les écarts suivants :
Fermes ou Cense de Grolot (Groulot), Giroué et une métairie de Vermillère qui se trouve de fait sur le territoire de la commune de Battigny, un moulin et une forge sont évoqués pour lesquels on trouve une mention Moulin René sur les cartes IGN.

## Histoire
Présence gallo-romaine : le répertoire de Beaupré reprend les découvertes d'Étienne Olry :
« Substructions avec monnaies et armes au lieu-dit Les neuves maisons, ancienne voie, appelée Chemin du Paradis (Olry)»
Ainsi que l'écrit l'abbé Grosse dans son ouvrage de 1836, l'origine du village est incertaine, mais étroitement liée à ses voisins  Battigny et Puxe :
«On ignore à quelle époque Gelaucourt a été bâti ; la moitié de ce village avait pour paroisse l'église de Battigny, et l'autre moitié, l'église de Puxe. La chapelle de Gelaucourt, dédiée à saint  Florentin, n'avait point de titre paroissial. Le duc de Lorraine était seigneur de ce village, pour le comté de Vaudémont depuis 1594. »
 On lit d'ailleurs dans ces documents que les habitants devaient nombre de services (garde, fauchage, etc.) tant aux château de Vaudémont qu'aux habitants de Battigny, pour lesquels ils ne recevaient parfois qu'une simple miche de pain.

## Politique et administration

### Liste des maires
| Période                                  | Période  | Identité            | Étiquette | Qualité      |
| ---------------------------------------- | -------- | ------------------- | --------- | ------------ |
| Les données manquantes sont à compléter. |          |                     |           |              |
| 1977                                     | ?        | Michel Capdevielle, |           | Ancien cadre |
| 2014                                     | 2020     | Michel Capdevielle  |           |              |
| 2020                                     | En cours | Michel Capdevielle  |           |              |

### Politique environnementale
La commune est récompensée depuis 2005 par la distinction Grand Prix et quatre fleurs au concours des villes et villages fleuris.
En 2007, Gélaucourt représentait la France au concours de l'Entente florale européenne, catégorie Villages. La commune a reçu une médaille d'argent.

## Population et société

### Démographie
L'évolution du nombre d'habitants est connue à travers les recensements de la population effectués dans la commune depuis 1793. Pour les communes de moins de 10 000 habitants, une enquête de recensement portant sur toute la population est réalisée tous les cinq ans, les populations de référence des années intermédiaires étant quant à elles estimées par interpolation ou extrapolation. Pour la commune, le premier recensement exhaustif entrant dans le cadre du nouveau dispositif a été réalisé en 2005.

En 2022, la commune comptait 49 habitants, en évolution de −25,76 % par rapport à 2016 (Meurthe-et-Moselle : −0,13 %, France hors Mayotte : +2,11 %).
| 1793 | 1800 | 1806 | 1821 | 1831 | 1836 | 1841 | 1846 | 1851 |
| ---- | ---- | ---- | ---- | ---- | ---- | ---- | ---- | ---- |
| 100  | 106  | 90   | 111  | 144  | 148  | 135  | 145  | 137  |

| 1856 | 1861 | 1872 | 1876 | 1881 | 1886 | 1891 | 1896 | 1901 |
| ---- | ---- | ---- | ---- | ---- | ---- | ---- | ---- | ---- |
| 110  | 106  | 106  | 95   | 91   | 93   | 83   | 93   | 86   |

| 1906 | 1911 | 1921 | 1926 | 1931 | 1936 | 1946 | 1954 | 1962 |
| ---- | ---- | ---- | ---- | ---- | ---- | ---- | ---- | ---- |
| 78   | 76   | 59   | 56   | 45   | 43   | 42   | 61   | 48   |

| 1968 | 1975 | 1982 | 1990 | 1999 | 2005 | 2006 | 2010 | 2015 |
| ---- | ---- | ---- | ---- | ---- | ---- | ---- | ---- | ---- |
| 41   | 29   | 32   | 32   | 45   | 57   | 58   | 58   | 64   |

| 2020 | 2022 | - | - | - | - | - | - | - |
| ---- | ---- | - | - | - | - | - | - | - |
| 53   | 49   | - | - | - | - | - | - | - |

## Économie
Henri Lepage donne quelques indications à caractère économique dans son ouvrage de 1843 que l'abbé Grosse avait complété dans le sien :
«.Surf.territ.: 225 hect.; 162 en terres lab., 45 en prés, 5 en vignes. Un moulin …. le reste en pâtis, jardins (Grosse)..»
indiquant tous deux le caractère agricole voire modestement viticole de l'activité.

### Secteur primaire ouagriculture
Le secteur primaire comprend, outre les exploitations agricoles et les élevages, les établissements liés à l’exploitation de la forêt et les pêcheurs.
D'après le recensement agricole 2010 du Ministère de l'agriculture (Agreste), la commune de Gélaucourt était majoritairement orientée sur l'élevage d'herbivores (auparavant sur l'élevage de Bovins) sur une surface agricole utilisée d'environ 7 hectares (en deçà de la surface cultivable communale) très variable depuis 1988 - Le cheptel en unité de gros bétail n'est que de 4. Il n'y avait plus que 2 exploitations agricoles ayant leur siège dans la commune employant 1 unité de travail.

## Culture locale et patrimoine

### Lieux et monuments
- Habitat des XVIIe et XVIIIe siècles.
- Commune sans église.( H. Lepage explique  qu'il y avait une chapelle dédiée à saint Florentin, bâtie pour la commodité du peuple, qui, au refus du curé de Puxe ou de celui de Battigny pouvait y faire dire la messe par un autre prêtre[32].)
- La chapelle Saint-Florentin a été détruite en 1899, une croix marque son emplacement ; son clocher a été dressé sur le toit de la mairie.
- La mairie abrite une sculpture en bois représentant saint Florentin et une Vierge à l'Enfant de la même main, datées de 1650 environ, classées monuments historiques.
- Calvaire Saint-Florentin du XVIIe siècle.
- Jardin d'eau de l'Aubepré (label "Jardin remarquable")

### Personnalités liées à la commune
- Joseph Laurent, peintre, né à Grolot (Gelaucourt), près Vézelise, en 1757[34], fut l'organisateur du musée des Beaux-Arts de Nancy (conservateur depuis 1793, mort en 1828) dans la chapelle de l'actuel lycée Poincaré.

### Héraldique
| Blason de Gélaucourt | Blason  | D'azur au dextrochère de carnation, vêtu de gueules, mouvant du flanc senestre, la main traversée par le dessus d'une flèche d'or la pointe en bas, le tout soutenu d'une biche gisante contournée d'argent. |
| Blason de Gélaucourt | Détails | Gélaucourt ou Gillocourt signifie la ferme de Gilles; le blason illustre donc la légende de Saint Gilles. Saint Gilles vivait en ermite dans une forêt et se nourrissait du lait d'une biche qui se laissait traire par le saint. Un jour Charles Martel vint à chasser dans la forêt et les chiens suivirent la piste de la biche qui accourut se réfugier près du saint. Un veneur tira, sa flèche atteignit la main de Saint Gilles. Le statut officiel du blason reste à déterminer. |